# Synoicum obscurum
Synoicum obscurum är en sjöpungsart som beskrevs av Kott 1992. Synoicum obscurum ingår i släktet Synoicum och familjen klumpsjöpungar. Inga underarter finns listade i Catalogue of Life.